# Apteromantis
Apteromantis é um género de insecto da família Mantidae.
Este género contém as seguintes espécies:
- Apteromantis aptera
- Apteromantis bolivari